# Чжэн Сюнь
Чжэн Сюнь (кит. 郑汛; род. 21 августа 1987 года в Харбине, КНР) — китайский фигурист, выступавший в танцах на льду с Хуан Синьтун. Эта пара — победители зимних Азиатских игр 2011 года и трёхкратные чемпионы Китая.
С 2014 года фигурист выступал в паре с Чжао Юэ. С ней он также чемпион КНР 2016 года. По состоянию на 8 ноября 2015 года пара занимает 50-е место в рейтинге Международного союза конькобежцев (ИСУ).

## Карьера
Первый международный успех (пятое место) к паре (Хуан Синьтун и Чжэн Сюнь) пришёл на зимней Универсиаде. Принимали дважды участие в зимних Олимпийских играх, но оба раза были в конце таблицы. С весны 2014 года катается с Чжао Юэ.
В конце 2015 года фигуристы неплохо выступили на домашнем этапе Гран-при Ауди Кубок Китая. Они улучшили все свои прежние спортивные достижения в сумме, короткой и произвольной программе. В конце года выиграли чемпионат Китая. После чего Чжэн Сюнь объявил о завершении соревновательной карьеры и начал тренерскую деятельность.

## Спортивные достижения

### после 2014 года
(с Чжао Юэ)
| Соревнования                   | 2014–2015 | 2015–2016 |
| ------------------------------ | --------- | --------- |
| Чемпионаты четырёх континентов | 10        |           |
| Этапы Гран-при: Кубок Китая    | 8         | 5         |
| Чемпионаты Китая               | 2         | 1         |

### после 2009 года
(с Хуан Синьтун)
| Соревнование/Сезон                             | 2009—10 | 2010—11 | 2011—12 | 2012—13 | 2013—14 |
| ---------------------------------------------- | ------- | ------- | ------- | ------- | ------- |
| Зимние Олимпийские игры личные соревнования    | 19      |         |         |         | 23      |
| Зимние Олимпийские игры командные соревнования |         |         |         |         | 7/10    |
| Чемпионаты мира                                |         | 17      | 12      |         |         |
| Чемпионаты четырёх континентов                 | 4       | 6       |         |         |         |
| Чемпионаты Китая                               | 2       | 1       | 1       |         | 1       |
| Этапы Гран-при:NHK Trophy                      | 5       |         |         | 7       |         |
| Этапы Гран-при:Cup of China                    | 7       | 5       | 5       | 7       |         |
| Этапы Гран-при:Trophée Eric Bompard            |         | 5       | 6       |         |         |
| Nebelhorn Trophy                               | 5       |         |         |         |         |
| Зимние Азиатские игры                          |         | 1       |         |         |         |

### до 2009 года
(с Хуан Синьтун)
| Соревнование/Сезон                  | 2002—03 | 2003—04 | 2004—05 | 2005—06 | 2006—07 | 2007—08 | 2008—09 |
| ----------------------------------- | ------- | ------- | ------- | ------- | ------- | ------- | ------- |
| Чемпионаты мира                     |         |         |         |         | 21      |         | 22      |
| Чемпионаты Четырёх континентов      |         |         |         | 10      | 8       | 9       | 7       |
| Чемпионаты мира среди юниоров       |         | 19      | 14      | 11      |         |         |         |
| Чемпионаты Китая                    | 5       | 3       | 4       | 2       | 1       | 2       | 2       |
| Этапы Гран-при:Cup of China         |         |         |         |         | 10      | 7       | 9       |
| Этапы Гран-при:NHK Trophy           |         |         |         |         |         | 10      |         |
| Этапы Гран-при:Trophee Eric Bompard |         |         |         |         | 11      |         |         |
| Командный чемпионат мира            |         |         |         |         |         |         | 6/6*    |
| Зимние Универсиады                  |         |         |         |         | 5       |         | 7       |
| Зимние Азиатские игры               |         |         |         |         | 2       |         |         |

- * — место в личном зачете/командное место